# Fafinesu
Fafinesu is een bestuurslaag in het regentschap Timor Tengah Utara van de provincie Oost-Nusa Tenggara, Indonesië. Fafinesu telt 547 inwoners (volkstelling 2010).